# Kunstraub

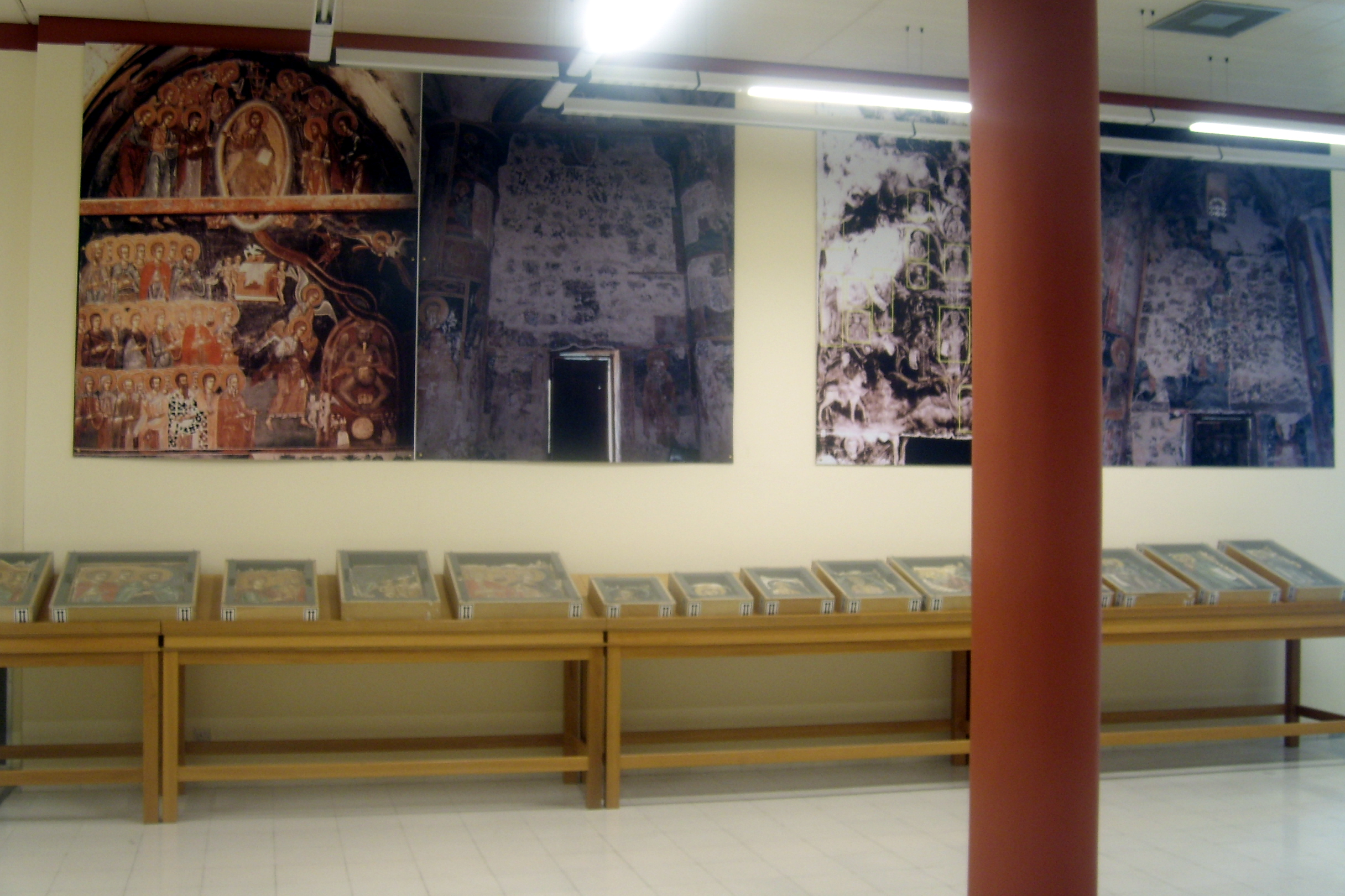
Byzantinische Fresken, die nach der türkischen Invasion auf Zypern auf dem Kunstmarkt feilgeboten wurden (Foto: 2008)

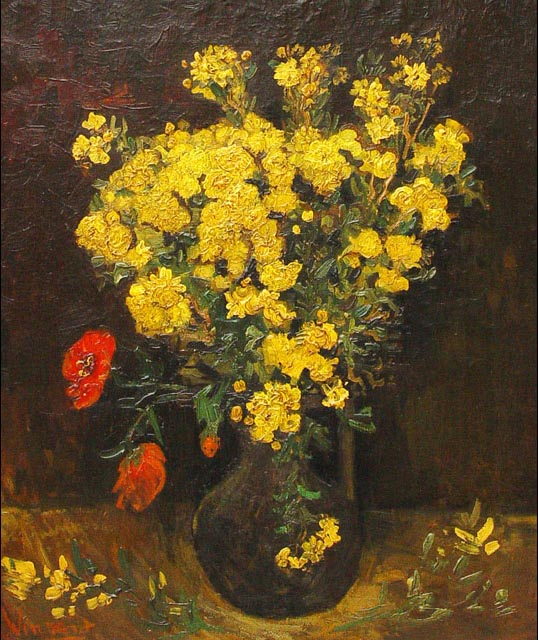
Vase mit Pechnelken, von Vincent van Gogh, 2010 aus dem Mohamed Mahmoud Khalil Museum in Kairo gestohlen.

Als Kunstraub wird das Entwenden wertvoller Kunst- und Kulturgegenstände aus öffentlichen Sammlungen, Museen oder Galerien bezeichnet. Es handelt sich um ein historisch-empirisches Phänomen und rechtspolitisches Schlagwort, nicht aber um einen bestimmten Rechtsbegriff oder selbständigen Straftatbestand im internationalen oder nationalen Strafrecht.
Der illegale Handel mit Kulturgut aus Raubgrabungen, zerstörerische Plünderungen von antiken Kultstätten und Kunstraub aus Kirchen, Museen und Sammlungen steht neben Geldwäsche, Korruption, Drogen-, Menschen- und illegalem Waffenhandel mittlerweile weltweit an oberster Stelle krimineller Aktivitäten. Laut LKA-Bayern entstehen jährliche Schäden in Höhe von 5 Milliarden US-Dollar, der Bundesverband der Sachverständigen nennt eine Schadenssumme von 6 bis 8 Milliarden US-Dollar pro Jahr.
In der Statistik des BKA wird die Zahl der in Deutschland polizeilich registrierten Diebstahls-Delikte im Bereich Antiquitäten, Kunst- und sakrale Gegenstände für 2018 mit 1.403 Fällen angegeben. Das höchste Vorkommen seit 2001 war mit 2.930 Delikten im Jahr 2012 zu verzeichnen. Die Aufklärungsquote lag in Deutschland 2018 bei 25,5 %.

## Motive
Der international anerkannte Kriminologe John E. Conklin zählt fünf Motive für Kunstdiebstahl auf:
1. Täter, die hoffen, gestohlene Kunst selber an Hehler oder durch Vermittlung veräußern zu können.
2. Solche Täter oder Gruppen, die Kunstwerke auf Bestellung und für eine Provision stehlen.
3. Kunstdiebe, die die Kunstwerke gegen ein Lösegeld den Eigentümern oder Versicherungen zum Rückkauf anbieten (Artnapping).
4. Jene Täter, die die Kunst für sich und ihre eigene Sammlung stehlen und schließlich
5. Eine vergleichsweise kleine Gruppe von Tätern, die Kunst stiehlt, um damit politische Ziele durchzusetzen.[7]

Immer häufiger werden Kunstwerke von der Organisierten Kriminalität und sogar auf Bestellung gestohlen. Diese Kunstwerke werden dann als Geldanlage, zur Geldwäsche oder als Zahlungsmittel verwendet. Häufigstes Motiv ist allerdings das der persönlichen Bereicherung.
Nach Angaben des Art Loss Registers werden Kunstwerke von Picasso, Miró und Chagall am häufigsten entwendet.

## Kunstraub von antiken und archäologischen Gegenständen
Illegaler Handel mit archäologischen Funden und Kunstobjekten wird als Antikenhehlerei bezeichnet. (Siehe Hauptartikel: Antikenhehlerei und Raubgrabung)
- Auf Zypern wurden infolge der Vertreibung griechischer Zyprioten nach 1974 verschiedene byzantinische Kirchen geplündert. Siehe dazu auch: Panagia tis Kyras (Livadia) oder Panagia Kanakaria.

## Kunstraub im Krieg
Vor 1900 war es gängige Praxis, bei Kriegen Schätze, einschließlich Kunstwerke, des Kriegsgegners als Kriegsbeute zu plündern oder zu rauben. In Artikel 56 der Haager Landkriegsordnung von 1899 ächteten die Unterzeichnerstaaten den Kunstraub. In der Haager Konvention zum Schutz von Kulturgut bei bewaffneten Konflikten von 1954 erweiterten die Unterzeichnerstaaten nach den Erfahrungen des Zweiten Weltkrieges die Regeln zum Schutz von Kulturgut.
- Die im Zuge des Zweiten Weltkrieges konfiszierten Kunstgegenstände werden häufig als Beutekunst bezeichnet. Im Zweiten Weltkrieg war der Einsatzstab Reichsleiter Rosenberg mit systematischem Kunst- und Kulturraub in den besetzen Ländern beauftragt. Zudem bereicherten sich prominente Nationalsozialisten, allen voran Hermann Göring, schon vor dem Krieg systematisch an Raubkunst. Heute geht die Wissenschaft davon aus, dass sich Göring über 4.000 Kunstwerke illegal aneignete.[8]
- Im Zuge des Irakkrieges wurden zahlreiche wertvolle Exponate aus dem archäologischen Irakischen Nationalmuseum in Bagdad geraubt; einige davon wurden später bei Kunstauktionen versteigert oder privaten Kunstsammlern feilgeboten.

## Einige spektakuläre Kunstdiebstähle
- 1911 – Raub der Mona Lisa aus dem Louvre in Paris.
- 1945 – Teile des Domschatzes aus der Domschatzkammer Quedlinburg wurden von einem US-amerikanischen Soldaten entwendet.
- 1962 – Sogenannter Madonnenraub der Volkacher Rosenkranzmadonna von Tilman Riemenschneider, nach einer Rettungsaktion des Wochenmagazins Stern gerettet.
- 1969 - Caravaggios „Christi Geburt mit den Heiligen Laurentius und Franziskus“ wurde in der Nacht vom 17. auf den 18. September aus dem barocken Oratorio di San Lorenzo in Palermo entwendet. Vermutet wurde ein Mafia-Diebstahl.[9][10]
- 1966–1983 – Viermaliger Raub eines Rembrandt-Bildes aus der Dulwich Picture Gallery: Damit ist dies das am häufigsten gestohlene Gemälde.
- 1979 – Der Kunstdiebstahl von Gotha mit Diebstahl von Gemälden von Frans Hals, Jan Brueghel der Ältere, Anthonis van Dyck, Hans Holbein der Ältere, u. a.
- 1985 – Aus dem Musée Marmottan in Paris wurden insgesamt 9 Gemälde (u. a. das weltberühmte Impression, Sonnenaufgang von Claude Monet) mitten am Tag mit Waffengewalt geraubt.[11][12]
- 1989 – Aus Schloss Charlottenburg wurden zwei Gemälde von Carl Spitzweg gestohlen: Der Liebesbrief und eine Fassung des Bilds Der arme Poet.
- 1990 – Kunstraub von Boston im Isabella Stewart Gardner Museum (13 Kunstwerke, u. a. Das Konzert von Jan Vermeer und drei Gemälde Rembrandt van Rijns).
- 1994 – Raub einer Version des Schreis von Edvard Munch aus der Nationalgalerie Oslo
- 1994 – Zwei Turner-Gemälde aus der Schirn-Kunsthalle in Frankfurt.
- 2002 – Zwei Van Goghs aus dem Van Gogh Museum, Amsterdam.
- 2003 – Raub der Saliera aus dem Kunsthistorischen Museum, Wien.
- 2004 – Raub je einer Versionen des Schreis und der Madonna von Edvard Munch aus dem Munch-Museum Oslo.
- 2006 – Raub von vier Kunstwerken (Picasso, Matisse, Dali und Monet) aus dem Museum Chacara do Ceu in Rio de Janeiro.[13]
- 2008 – Bewaffneter Kunstraub aus der Sammlung E.G. Bührle, Zürich: Es wurden Gemälde von Cézanne, Van Gogh, Monet und Degas gestohlen.
- 2008 – Raub aus der Pinacoteca do Estado de São Paulo in Brasilien (jeweils zwei Bilder von Pablo Picasso und Lasar Segall).[14]
- 2010 – Über Nacht wurden fünf Gemälde (Picasso, Matisse) aus dem Musée d’art moderne de la Ville de Paris in Paris entwendet.[15][16]
- 2012 – Raub von 7 Gemälden, darunter Picasso, Monet, Gauguin u. a., aus der Kunsthal Rotterdam, Rotterdam.[17]
- 2013 – Das Borghorster Stiftskreuz wurde aus der Nikomedeskirche in Borghorst entwendet.
- 2014 – Für 71 Bilder, die im August aus einer Villa in Wien-Hietzing gestohlen wurden, vorwiegend wertvolle Werke österreichischer Künstler wie Oskar Kokoschka, wurde für die Wiederbeschaffung die Rekordsumme von 250.000 € ausgelobt.[18]
- 2015 – Am 19. November wurden aus dem Museum Castelvecchio in Verona 17 Gemälde (u. a. Bilder von Tintoretto und Rubens) im Wert von ca. 15 Millionen Euro gestohlen.
- 2017 – Am 27. März wurde aus dem Berliner Bode-Museum eine rund 100 kg schwere Big-Maple-Leaf-Goldmünze geraubt.
- 2019 – Am 14. September wurde die Plastik America des italienischen Bildhauers Maurizio Cattelan aus dem Blenheim Palace gestohlen.
- 2019 – Am 25. November fand der Dresdner Juwelendiebstahl statt: Es wurden Teile dreier Juwelengarnituren aus dem Grünen Gewölbe in Dresden gestohlen.
- 2022 – In der Nacht zum 23. November wurden aus dem Kelten-Römer-Museum im bayerischen Manching fast fünfhundert keltische Goldmünzen gestohlen.
- 2025 – Am 25. Januar wurden Goldartefakte aus dem Drents Museum in den Niederlanden gestohlen, darunter der Helm von Coțofenești.

## Kunstdiebstahl in Filmen
Es folgt eine Auswahl an Filmen, in denen es um Kunstdiebstahl geht. Meist werden hier die Diebe mythologisiert, während sie mit der Realität des organisierten Verbrechens nichts gemein haben.
- Topkapi
- Thomas Crown ist nicht zu fassen (The Thomas Crown Affair)
- The Last Mission – Das Himmelfahrtskommando
- Der Zug (The Train)
- Headhunters
- Trance – Gefährliche Erinnerung (2013)

## Recht

### Völkerrecht
International gelten folgende Konventionen:
- UNESCO-Konvention gegen illegalen Handel mit Kulturgut vom 14. November 1970[19] − in Deutschland ratifiziert als Gesetz zur Ausführung des UNESCO-Übereinkommens, in Kraft getreten 2008 (konkretisiert mit Verordnung über das Verzeichnis wertvollen Kulturgutes nach dem Kulturgüterrückgabegesetz)[20]
- UNIDROIT-Konvention über gestohlene oder rechtswidrig exportierte Kulturgüter vom 25. Juni 1995[21]

### Deutsches Strafgesetzbuch
Kein Raub, sondern ein besonders schwerer Fall des Diebstahls liegt in der Regel vor, wenn der Täter „eine Sache von Bedeutung für Wissenschaft, Kunst oder Geschichte oder für die technische Entwicklung stiehlt, die sich in einer allgemein zugänglichen Sammlung befindet oder öffentlich ausgestellt ist“ (sog. gemeinschädlicher Diebstahl, § 243 Abs. 1 Nr. 5 StGB). Ein Beispiel ist der Diebstahl der Goldmünze aus dem Berliner Bode-Museum am 27. März 2017.

## Galerie berühmter gestohlener Gemälde (Auswahl)

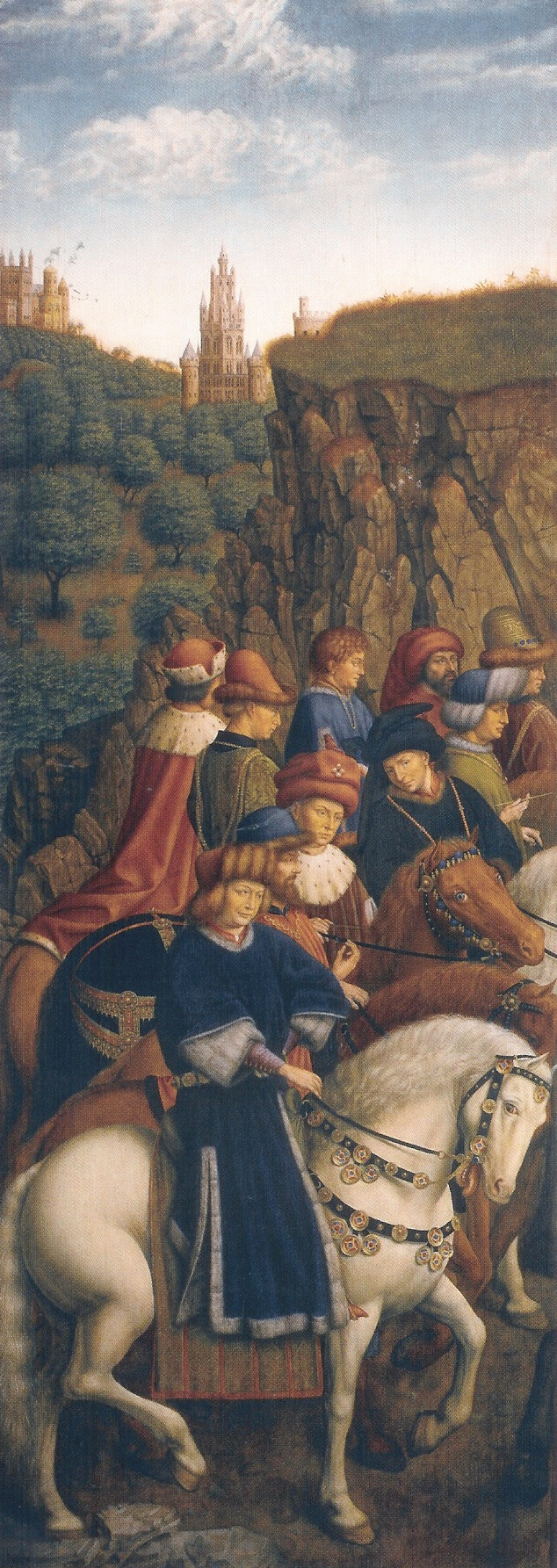
Jan van Eyck: Nur Richter
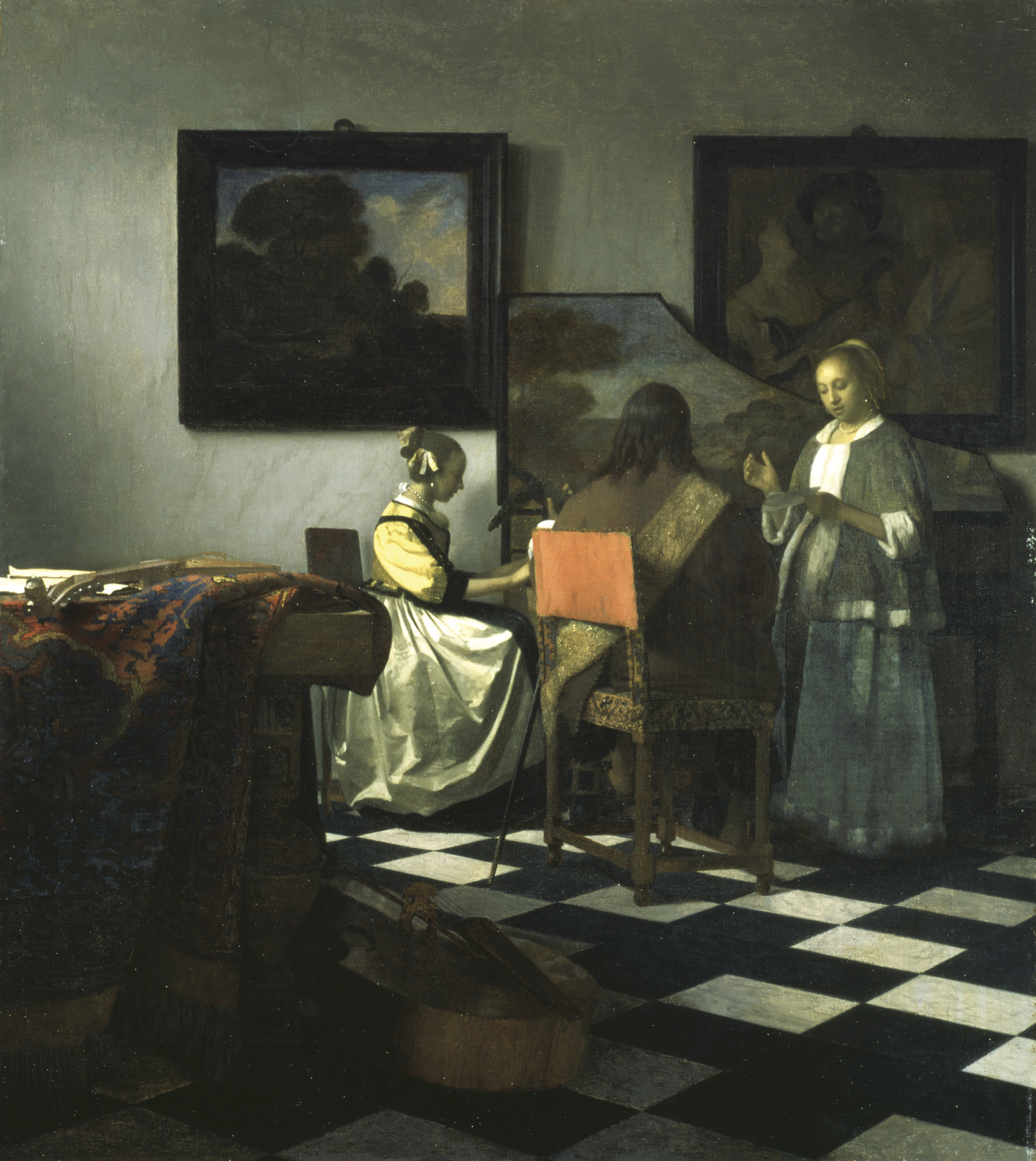
Johannes Vermeer: Das Konzert (um 1658–1660)
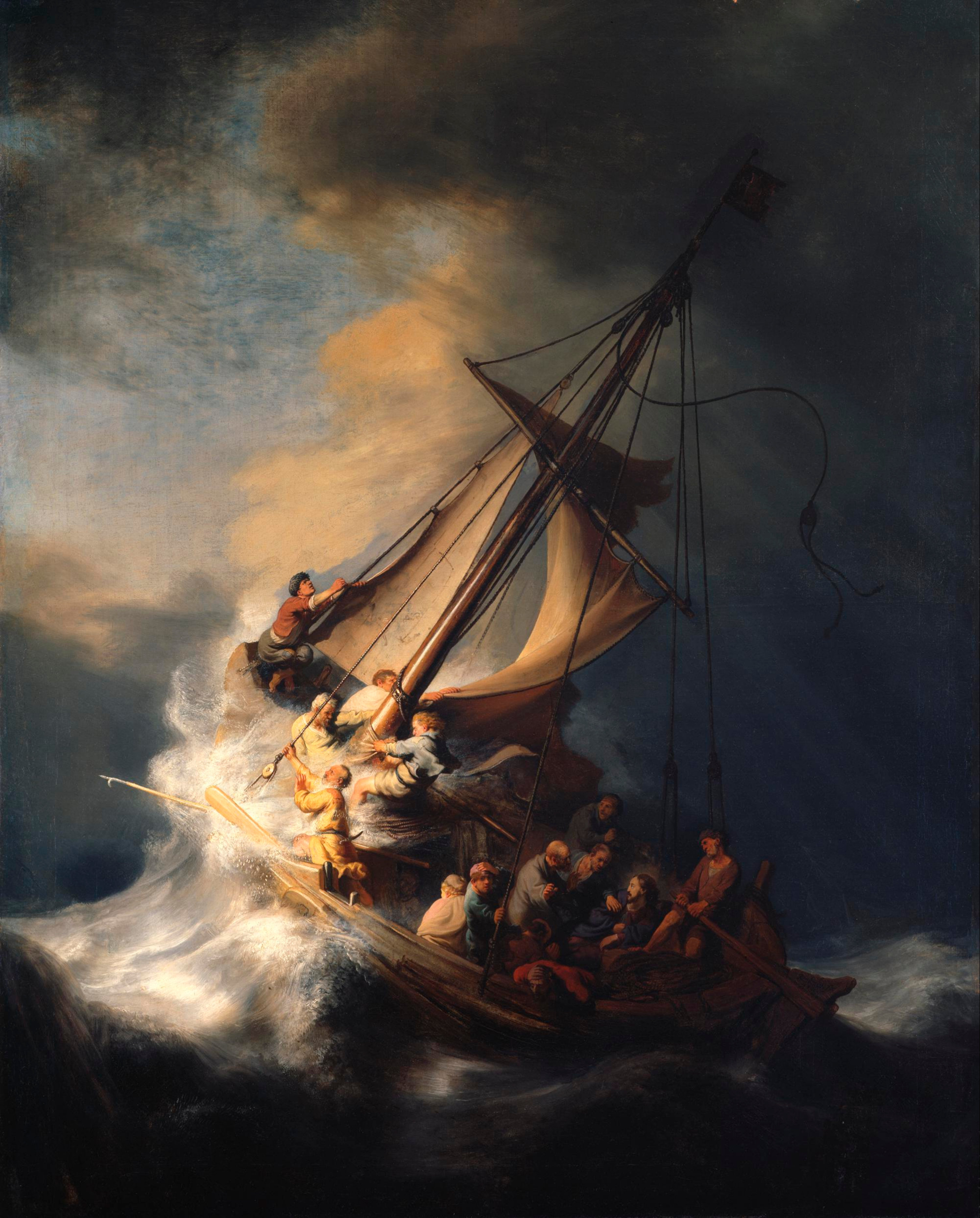
Rembrandt: Der Sturm auf dem See von Genezereth (1633)
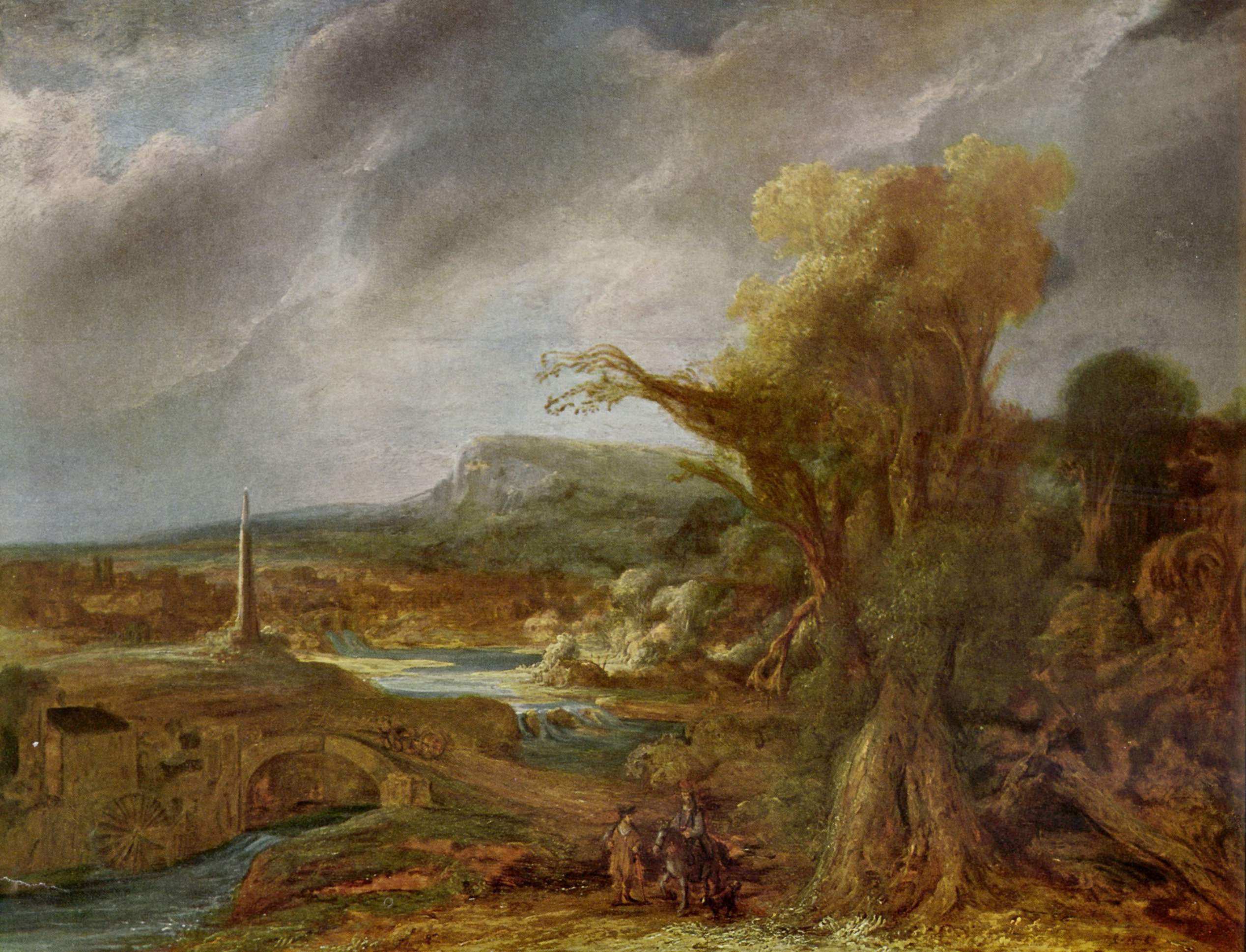
Govaert Flinck (früher Rembrandt zugeschrieben): Landschaft mit einem Obelisk (1638)
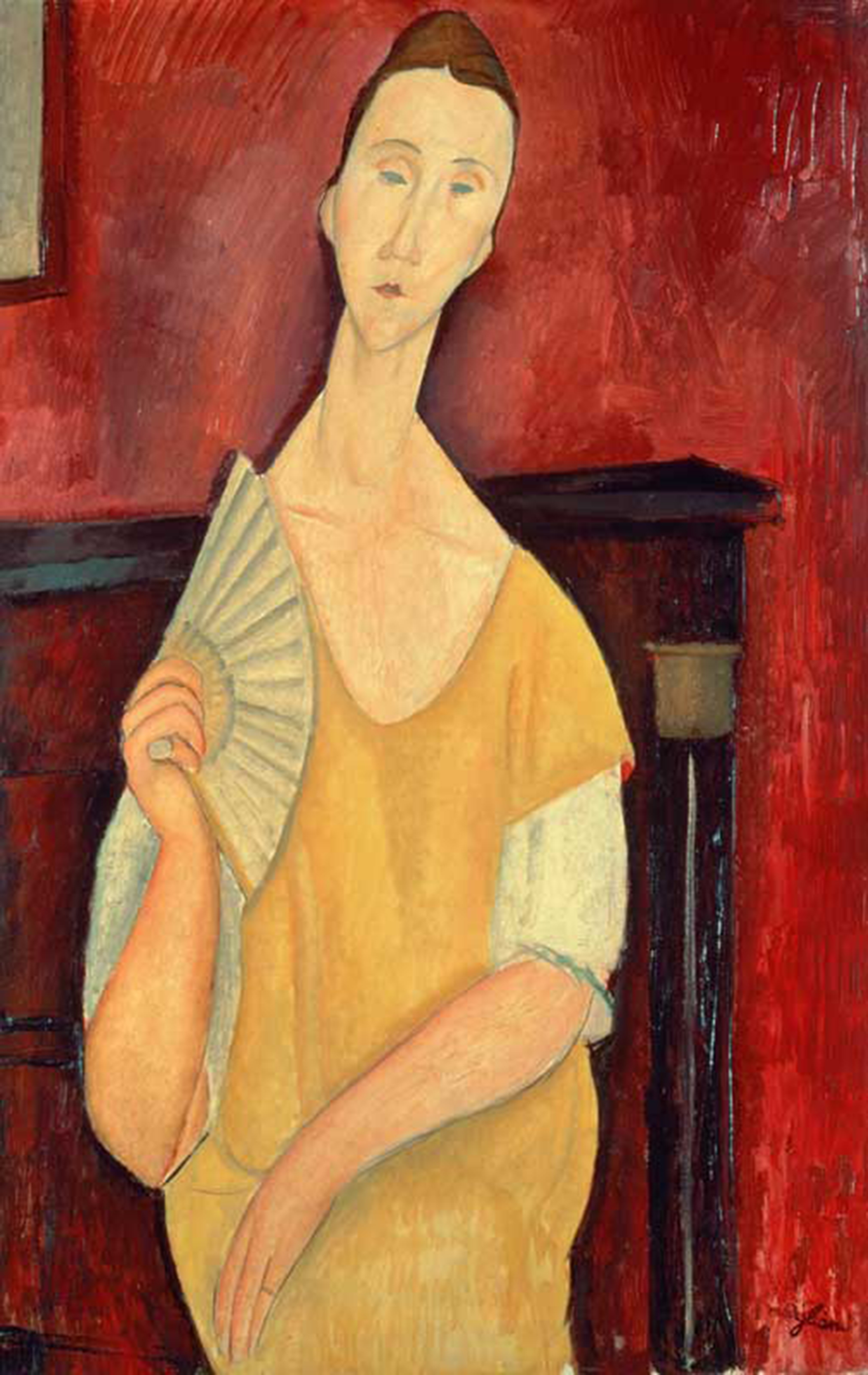
Amedeo Modigliani: La Femme à l'éventail (1919)
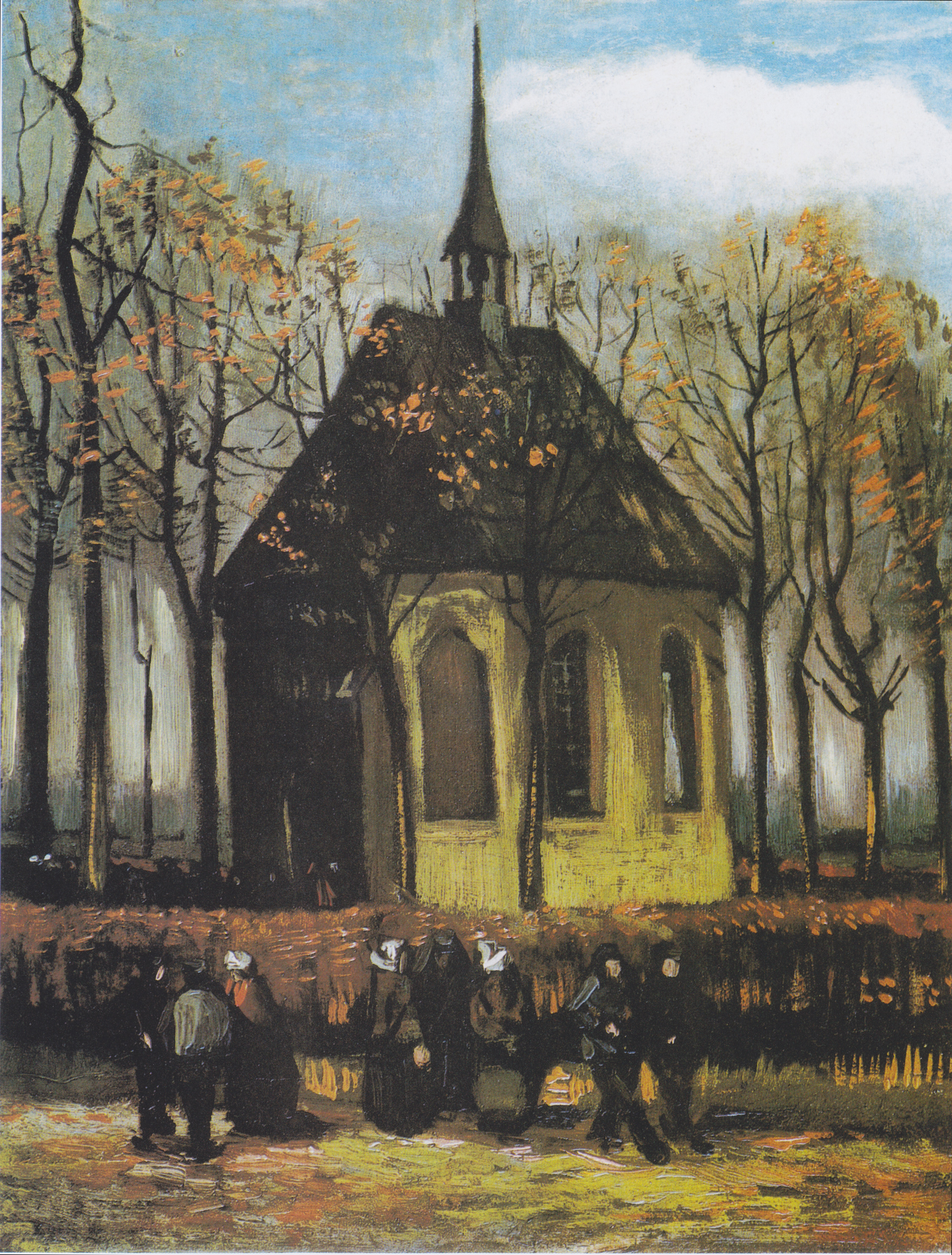
Vincent van Gogh: Kirchengemeinde die Reformierte Kirche in Nuenen verlassend (1884)
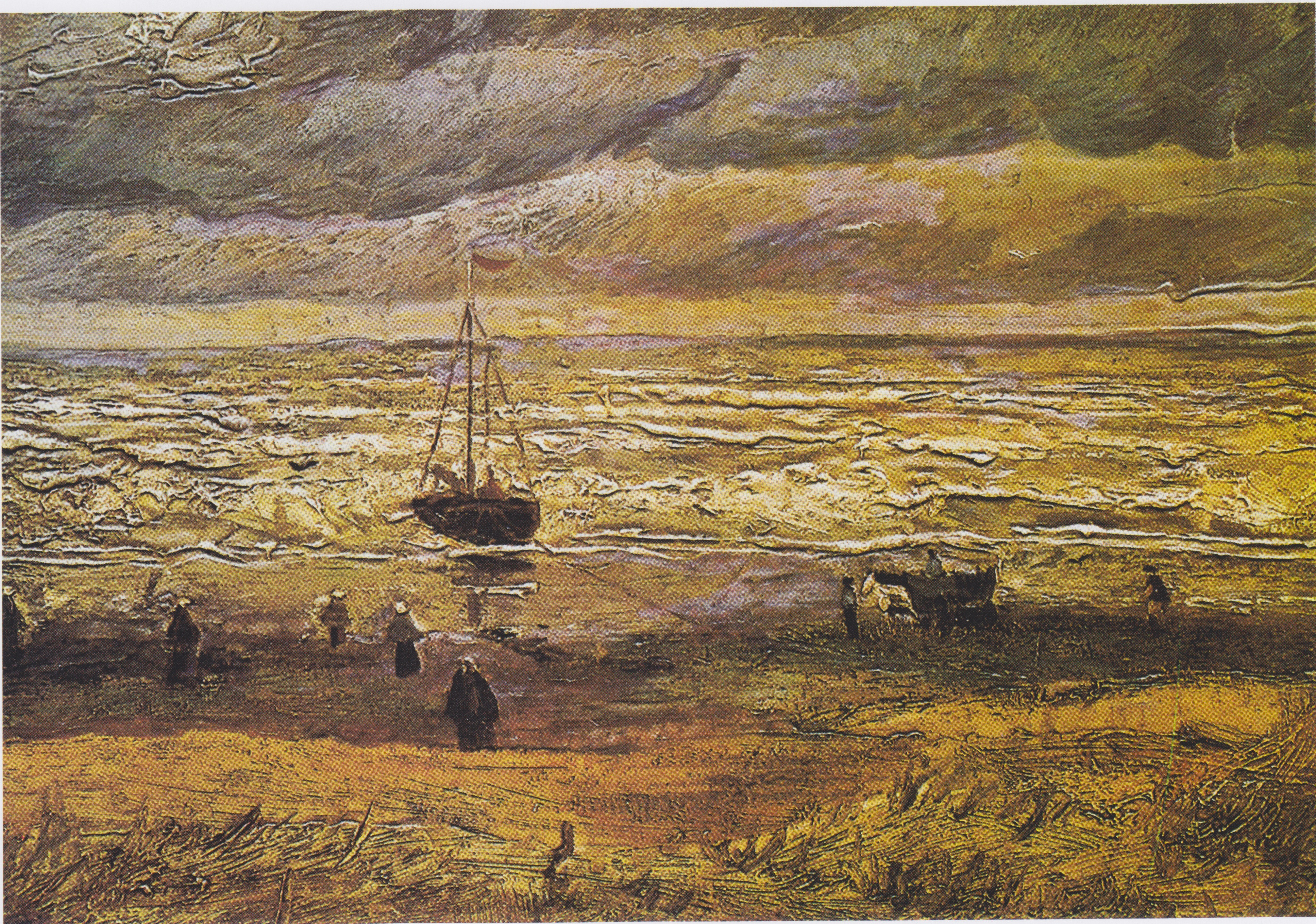
Vincent van Gogh: Blick auf die See bei Scheveningen (1882)
Caspar David Friedrich: Landschaft mit Regenbogen (um 1810)
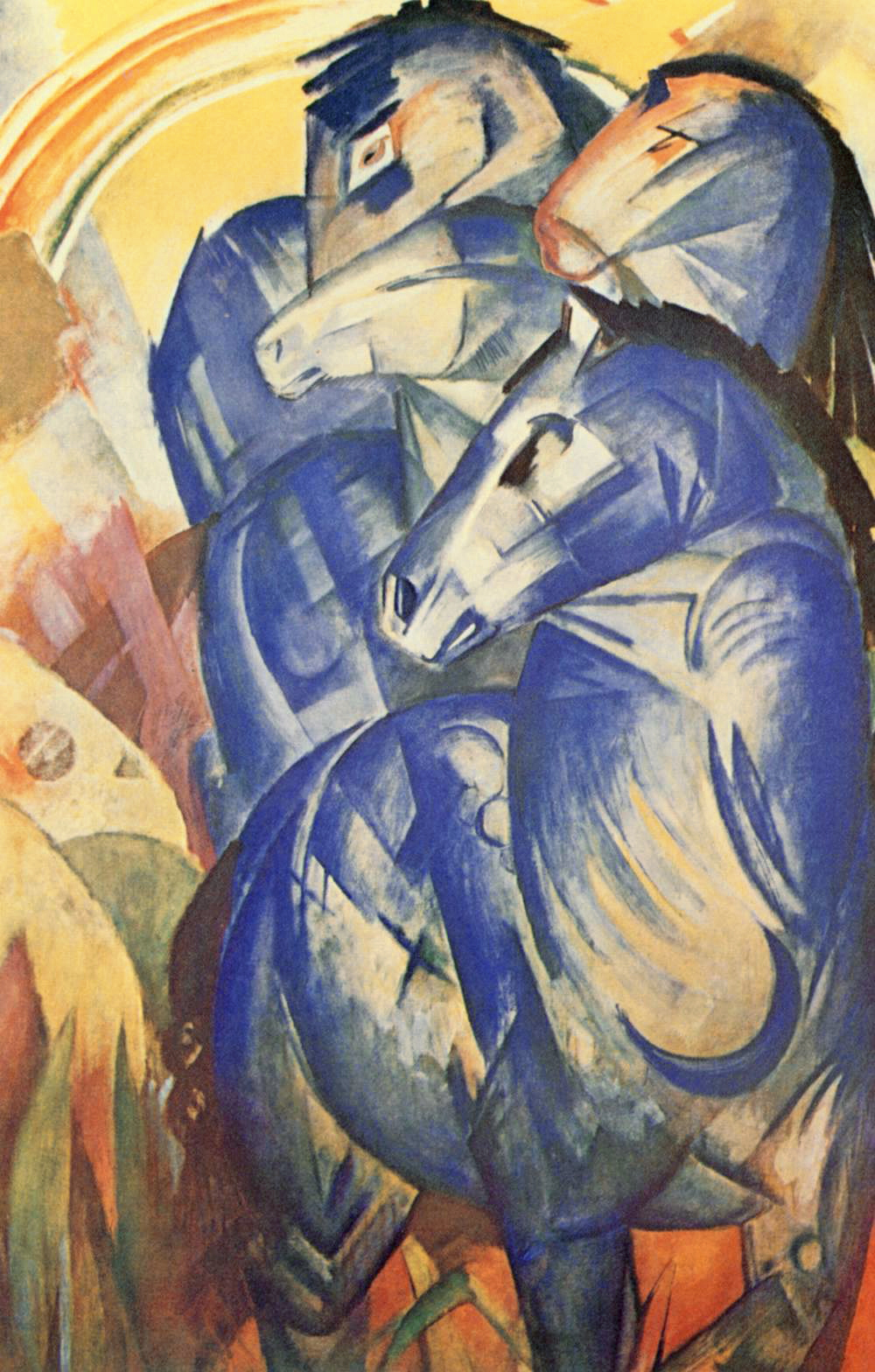
Franz Marc: Der Turm der Blauen Pferde 1913 (verschwunden seit 1945)
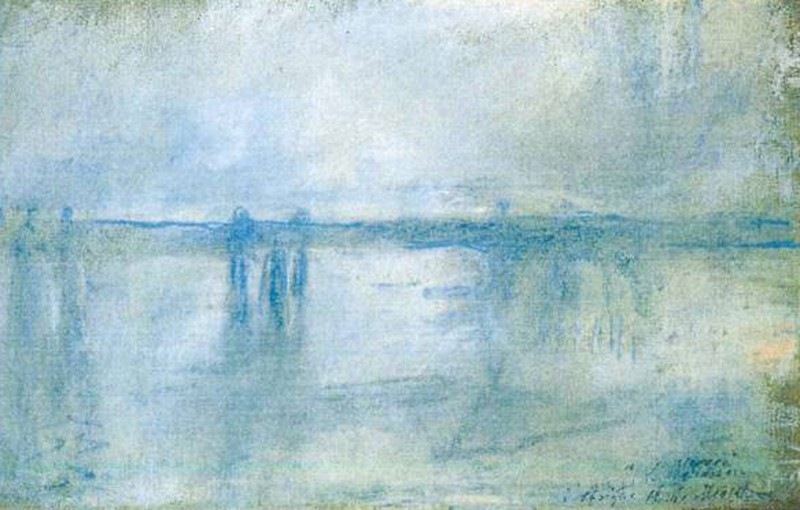
Charing Cross Bridge, London von Claude Monet (1901). Triton
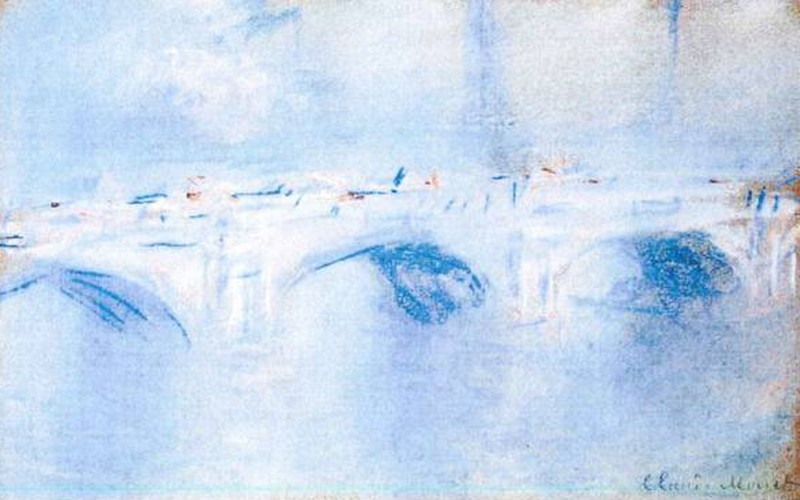
Waterloo Bridge, London von Claude Monet (1901). Triton
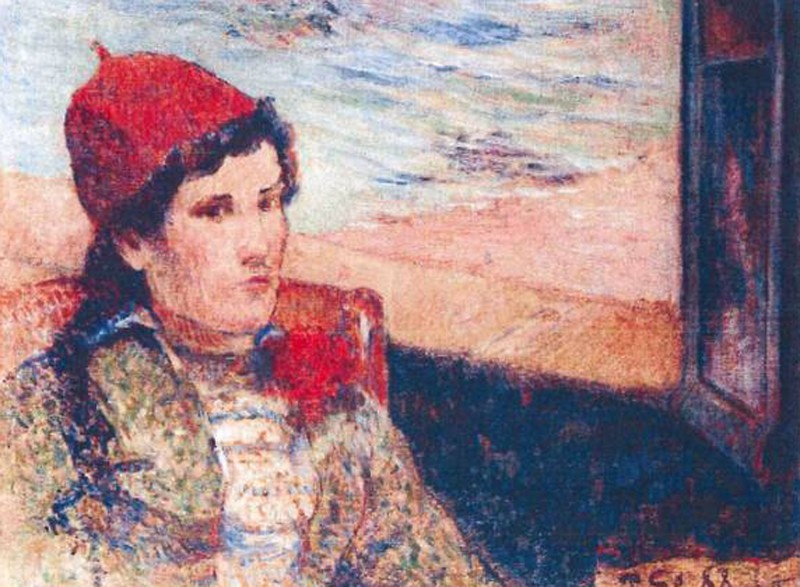
Femme devant une fenêtre ouverte, dite la Fiancée von Paul Gauguin (1888). Triton
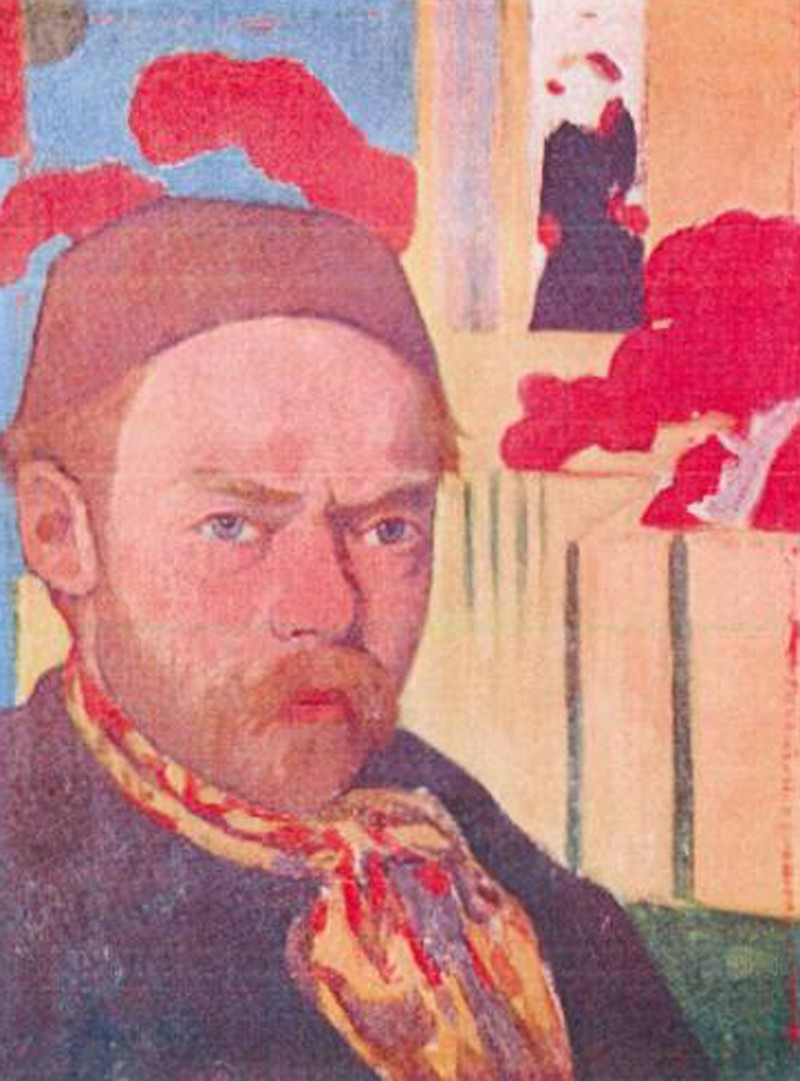
Selbstporträt von Jacob Meijer de Haan (circa 1889–91). Triton